# Hypericum russeggeri
Hypericum russeggeri es una especie de planta con flores de la familia del hipérico Hypericaceae. Es un pequeño arbusto con muchos tallos que se extienden por el suelo y tiene numerosas flores pequeñas con pétalos de color amarillo pálido. Se encuentra únicamente entre rocas calcáreas a lo largo de la costa y en las estribaciones de los Montes Nur en el este de Turquía y el norte de Siria. Aunque H. russeggeri contiene una variedad de fitoquímicos en sus estructuras florales y hojas, estos están presentes en concentraciones más bajas que en otras especies de Hypericum. La especie fue descrita por primera vez en 1842 como Triadenia russeggeri y ha sido clasificada en varios géneros extintos, incluidos Elodea y Adenotrias. Actualmente se conoce como Hypericum russeggeri y es la especie tipo de la sección Adenotrias de Hypericum, una sección pequeña que también incluye a H. aegypticum y H. aciferum.

## Etimología
El nombre del género Hypericum posiblemente derive de las palabras griegas hyper (sobre) y eikon (imagen), en referencia a la tradición de colgar la planta sobre iconos religiosos en el hogar. El epíteto específico russeggeri honra al geólogo austriaco Joseph Russegger, quien trabajó en Anatolia.

## Descripción
Hypericum russeggeri es un pequeño arbusto con numerosos tallos que se retuercen y doblan. Estos se extienden hacia afuera y a lo largo del suelo, ya sea ascendiendo al final o reposando completamente sobre la superficie. La planta carece por completo de pelos y de glándulas oscuras. Tiene un número cromosómico de n=10.
Hypericum russeggeri comparte muchas similitudes con Hypericum aegypticum. Se distingue de esta especie por la forma de sus hojas, sus pétalos y estambres caducos, y porque en sus placentas se encuentran dos óvulos. También está relacionado con H. aciferum, pero esta especie tiene hojas más estrechas, menos flores, pétalos con menos curvatura y menos estambres en cada grupo.

### Follaje
Los tallos de Hypericum russeggeri presentan cuatro líneas longitudinales y tienen una sección transversal aplanada cuando son jóvenes, pero se vuelven bilineales al madurar. La longitud del tallo entre conjuntos de hojas suele ser menor que la longitud de la lámina foliar.
Las hojas están unidas directamente al tallo o tienen un pecíolo muy corto. Persisten en la planta hasta su segunda temporada y luego se vuelven caducas. Las láminas foliares miden de 0,4 a 2,0 cm de largo por 0,15 a 0,3 cm de ancho, y tienen forma de lanza estrecha con la punta dirigida hacia el tallo. Ambos lados de la hoja son del mismo color y tienen un ápice romo. La nervadura central a veces es claramente visible desde la parte inferior.

### Estructuras florales
Los racimos florales suelen tener de 3 a 7 flores, aunque pueden llegar a 9. Las brácteas son idénticas a las hojas normales del follaje, y las bractéolas son pequeñas y con forma de escama. El pedúnculo mide de 1 a 2 cm de largo, y el pedicelo de 0,15 a 0,25 cm. Las flores tienen aproximadamente 1 cm de ancho y son de forma ovalada cuando están en yema.
Los sépalos son verdes y se superponen entre sí; varían en tamaño y forma. Los pétalos son de un amarillo muy pálido y son caducos. Cada pétalo mide de 0,6 a 0,9 cm de largo por 0,3 a 0,45 cm de ancho y tiene una forma similar a las hojas. Se curvan hacia afuera, formando una corola algo tubular. Cada flor tiene alrededor de 30 estambres, los más largos de los cuales alcanzan hasta 0,5 cm. Dentro del ovario hay una placenta con dos óvulos adheridos. Los óvulos contienen una pequeña cápsula de semillas con válvulas longitudinales. Dentro de la cápsula hay semillas de color marrón negruzco de unos 0,2 cm de longitud.
En la capa protectora del tegumento de la semilla, se encuentran cristales angulares de oxalato de calcio. Aunque las células del tegumento presentan ligeras ondulaciones en sus paredes, estas son mucho menos pronunciadas que en otras especies como Hypericum confertum. Esto hace que las células parezcan casi rectangulares al observarlas.

### Química
La primera evaluación de la fitoquímica de Hypericum russeggeri se realizó en 2016. La mayoría de sus fitoquímicos se encuentran en las estructuras florales; estos incluyen hipericina, pseudohipericina, hiperforina, hiperósido, isoquercitrina, quercitrina, avicularina, amentoflavona y catequina. En las hojas se pueden encontrar ácido neoclorogénico y ácido dihidroxibenzoico. Las concentraciones de estos compuestos son generalmente más bajas en Hypericum russeggeri que en especies similares como H. hircinum, H. lanuginosum y H. pallens. Los únicos compuestos presentes en H. russeggeri en mayores concentraciones que en algunas de estas especies son el ácido neoclorogénico, el hiperósido, la quercitrina y la epicatequina.

## Taxonomía

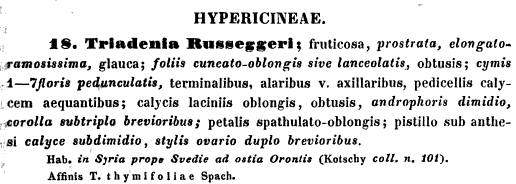
Descripción original de la especie por Eduard Fenzl en 1842 bajo el sinónimo Triadenia russeggeri

Las plantas de esta especie fueron recolectadas por primera vez en 1836 por los botánicos Theodor Kotschy y Ernest Coquebert de Montbret. Aunque las ubicaciones de recolección de muchos especímenes de Kotschy son ambiguas, algunos indican que fueron encontrados cerca de Antioquía; esto coincide con las colecciones de Montbret en la provincia de Hatay de Turquía y el noroeste de Siria, estableciendo esa región como su localidad tipo.
En 1842, Eduard Fenzl utilizó los especímenes de Kotschy para describir la nueva especie como Triadenia russeggeri en la familia de plantas "Hypericineae" (ahora Hypericaceae). Destacó su hábito de crecimiento muy ramificado y postrado, su presencia en Siria y su similitud en apariencia con Triadenia thymifolia (ahora Hypericum aegypticum subsp. webbii). Ese mismo año, se propuso que la especie debería colocarse en el género Elodea (lo que daría la nueva combinación Elodea russeggeri). Además, nuevos especímenes cerca de la localidad tipo fueron descritos como Adenotrias phrygia y A. kotschyi. Más tarde se determinó que estas plantas eran especímenes de Hypericum russeggeri, y los nuevos nombres fueron sinonimizados.
El nombre Hypericum russeggeri fue establecido por Robert Keller en el libro de texto Die Natürlichen Pflanzenfamilien de Adolf Engler en 1893. La especie fue trasladada a Hypericum, y se afirmó que su colocación previa en un género separado no estaba justificada, convirtiéndola en la especie tipo y única (en ese momento) de la sección Adenotrias de Hypericum. Norman Robson confirmó el nuevo nombre y su designación como tipo de sección en el primer volumen de su monografía del género Hypericum en 1977, y la especie ha seguido siendo retenida en Hypericum desde entonces, basada en filogenética molecular.

## Distribución, hábitat y ecología
Hypericum russeggeri está restringido a un hábitat de rocas calcáreas y se ha encontrado a elevaciones de hasta 100 metros sobre el nivel del mar. Es nativo de la provincia de Hatay en el sureste de Turquía y de la costa norte de Siria. Dentro de esta distribución, se encuentra a lo largo de la costa y en las estribaciones de las montañas Nur. En algún momento pudo haber estado presente cerca de Edremit en el oeste de Anatolia, pero ahora está extinto en esa región.
La especie es parasitada por Cyphodema rubrica, un insecto capsido. Vive como vagante en las hojas de la planta y puede causar malformaciones.